# Policondensação
A policondensação é um processo de polimerização utilizado para monómeros não-vinílicos, em que o polímero vai sendo formado devido à existência de reacções de condensação entre monómeros com funcionalidade igual ou maior que dois. No decorrer deste processo, existe eliminação de moléculas de baixo peso molecular, como a água, amônia, cianeto de hidrogênio ou o ácido clorídrico. Este tipo de polimerização é também conhecida como polimerização por passos.
Vários polímeros comerciais são sintetizados hoje em dia por este processo. Entre eles:
- Nylon: reacção entre hexametildiamina e ácido adípico com libertação de água.
- Policarbonatos: reacção entre um diol e o fosgénio.
- Poliésteres: reacção entre um diol e um diácido carboxílico.
- Polietilenotereftalato (PET): reacção entre o ácido tereftálico e o etilenoglicol.

Contrariamente às polimerizações em cadeia, no caso da polimerização por passos, a massa molecular média do polímero só atinge valores elevados a valores altos de conversão do monómero. Como os grupos funcionais são reativos entre si, não há necessidade da adição de um agente iniciador para começar a reação.

## Influência da temperatura
Na policondensação, a velocidade da reação é máxima no início e decresce com o tempo. O aumento da temperatura inicialmente acelera a taxa de reação devido ao fornecimento de mais energia ao sistema para superar a barreira da energia de ativação. Porém, no longo prazo, o grau de polimerização tende a ser menor, pois há um deslocamento no equilíbrio para o lado dos reagentes, uma vez que o processo é exotérmico. 